# Bahnhof Higashi-Nagoyakō
Der Bahnhof Higashi-Nagoyakō (jap. 東名古屋港駅, Higashi-Nagoyakō-eki) ist ein Bahnhof auf der japanischen Insel Honshū. Er wird von der Bahngesellschaft Meitetsu (Nagoya Tetsudō) betrieben und befindet sich in der Präfektur Aichi auf dem Gebiet der Stadt Nagoya.

## Verbindungen
Higashi-Nagoyakō (übersetzt: „Nagoya Osthafen“) liegt am westlichen Ende der Meitetsu Chikkō-Linie, die von der Bahngesellschaft Meitetsu betrieben wird. Sie zweigt im Bahnhof Ōe von der Meitetsu Tokoname-Linie ab. Der Fahrplan ist auf die Arbeitszeiten in den Industriebetrieben in der Nachbarschaft ausgerichtet: In der Regel verkehren an Werktagen 20, an Samstagen 12 und an Sonntagen acht Züge im Einmannbetrieb; hinzu kommen an bestimmten Wochentagen vier zusätzliche Kurse. Während der Hauptverkehrszeit gibt es einen angenäherten 20-Minuten-Takt, hingegen ruht der Betrieb tagsüber zwischen 8:30 und 16:00 Uhr. An einer nahe gelegenen Bushaltestelle halten vier Linien des Verkehrsamtes der Stadt Nagoya; sie verkehren auch während der Betriebspause der Eisenbahn.

## Anlage

Gleisplan

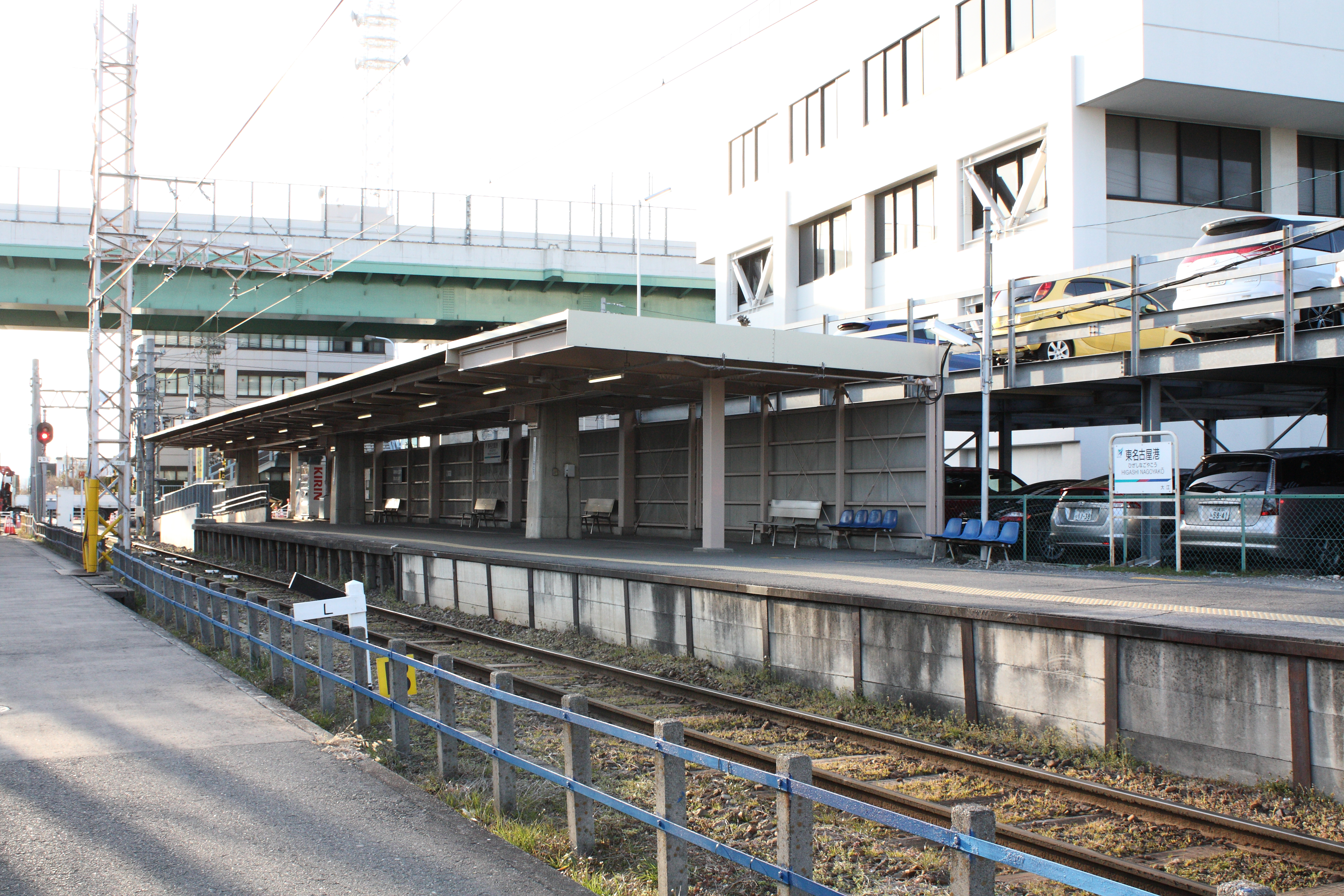
Ansicht des Bahnsteigs

Der Bahnhof steht im Stadtteil Ōechō, der zum Minato-ku („Bezirk Minato/Hafen-Bezirk“) gehört. Die Umgebung ist von Industriebetrieben und Bürogebäuden geprägt. Die von Osten nach Westen ausgerichtete Anlage besteht aus einem überdachten Seitenbahnsteig und einem Gleis. Dieses verläuft noch etwa 700 Meter weiter und endet am Ōe-Pier. Eine Fußgängerbrücke überquert die parallel verlaufende Ringstraße. Der Bahnhof ist weder mit Personal besetzt noch verfügt er über Fahrkartenautomaten. Aus diesem Grund werden Fahrkarten entweder vom Triebfahrzeugführer verkauft oder können in Ōe an der Bahnsteigsperre erworben werden.
Im Fiskaljahr 2019 nutzten durchschnittlich 2659 Fahrgäste täglich den Bahnhof.

## Geschichte
Am 15. Januar 1924 eröffnete die Aichi Denki Tetsudō (Aiden) die gesamte Chikkō-Linie, wobei der Endbahnhof zunächst den Namen Nishi-rokugō (西六号) trug. Die Umbenennung in Higashi-Nagoyakō erfolgte am 30. Januar 1932. Infolge der Fusion der Aiden mit der Meigi Tetsudō ging der Bahnhof 1935 an die Meitetsu über. Beim Tōnankai-Erdbeben am 7. Dezember 1944 erlitt das Empfangsgebäude beträchtliche Schäden, ebenso am 17. Mai 1945 bei einem amerikanischen Luftangriff.
Bis in die 1960er Jahre hinein herrschte reger Schienengüterverkehr, etwa 400 Meter westlich des Personenbahnhofs stand der gleichnamige Güterbahnhof. Mehrere Anschlussgleise führten zu benachbarten Industriebetrieben. Dazu gehörten das Toray-Chemiewerk, Lagerhäuser von Mitsubishi und des Landwirtschaftsministeriums, ein Öllager von Daikyō Petroleum, die Schienenfahrzeugfabrik von Nippon Sharyō sowie ein Kraftwerk von Chūbu Denryoku. Aufgrund der Verlagerung auf die 1965 eröffnete Hafenbahn der Nagoya Rinkai Tetsudō ging der Güterverkehr auf der Chikkō-Linie stark zurück und die Meitetsu übertrug am 16. Dezember 1985 den verbliebenen Rest an das Logistikunternehmen Nippon Express. Die Anschlussgleise wurden entfernt und ein Teil des Güterbahnhofs musste Parkplätzen weichen.

## Linien
| Verlauf der Meitetsu Chikkō-Linie |
| --------------------------------- |
| Ōe • Higashi-Nagoyakō             |